# Università di Strathclyde
L'Università di Strathclyde è un'università britannica con sede a Glasgow in Scozia, fondata nel 1796 come Andersonian Institute. Il campus universitario si trova nel centro di Glasgow, vicino a George Square, e c'è un campus nel sobborgo di Jordanhill, sul terreno dell'ex Jordanhill Teacher Training College.
Il nome dell'università fa riferimento al Regno di Strathclyde, uno dei quattro regni dell'antica Scozia, nati dopo il ritiro delle legioni romane dalla Britannia (inizi del V secolo).

## Storia
L'offerta formativa è basata sulle visioni di John H. D. Anderson, professore di filosofia naturale presso l'Università di Glasgow, che nel suo testamento diede le istruzioni per un'università che si concentrasse sull'"apprendimento utile" con temi pratici e professionali. Dal 1828 al 1877, l'istituzione ebbe il nome di Anderson's University. Nel 1890, grazie a varie donazioni, la struttura si espanse notevolmente creando anche il Glasgow and West of Scotland Technical College Building. Nel 1912, l'istituzione fu nominata Royal Technical College e solo nel 1964 divenne Università di Strathclyde, ricevendo la Royal Charter. È dunque la seconda più antica università di Glasgow ma anche la prima università tecnica del Regno Unito. È anche la terza università scozzese per numero di studenti.